# Severovýchodní tichomořská pánev
Severovýchodní tichomořská pánev je oceánská pánev v severovýchodní části Tichého oceánu pokrývající přibližně 32,5 milionu km². Na severu je omezena Aleutským příkopem, na jihovýchodě plošinou Albatros a Východotichomořským prahem, na jihozápadě valem Tuamotu, na západě s hřebenem Hory, Havajským hřbetem a Císařským hřbetem.
Převažující hloubky kolem 5000–5500 m, největší hloubka dosahuje 7168 m. Většina pánve je tvořena kopcovitými abysálními rovinami, dále hřbety a sníženinami. Ty jsou spojeny hlavně se zlomovými pásmy, které rozdělují pánev. Nad severní části pánve, tvořenou plochými abysálními rovinami, se vytvořily četné podmořské hory a ostrovy, například: Revillagigedo, Clippertonův ostrov, Markézy.
Nejčastějším typem sedimentu jsou hlubokomořské rudé jíly, v severní části jsou terigenní (hemipelagické) jíly a organogenní diatomové kaly, v jižní části jsou organogenní foraminiferové a radiolaritové kaly.